# الإنذار الألماني لليتوانيا عام 1939

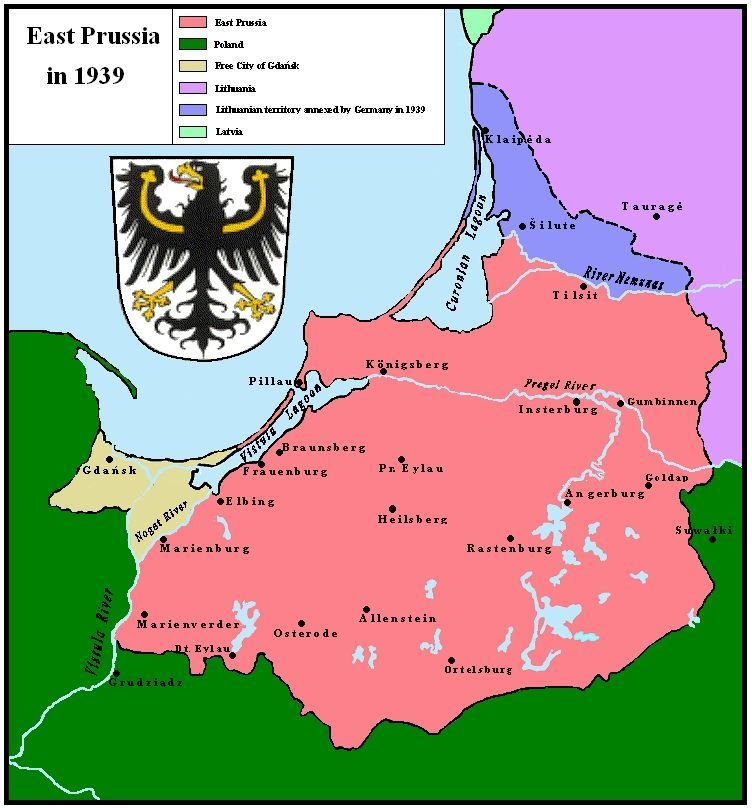
شرق بروسيا بعد سريان الإنذار ؛ يشير اللون الأزرق إلى منطقة كلايبيدا / ميميلاند واللون الأحمر إلى شرق بروسيا.

كان الإنذار الألماني لليتوانيا عام 1939 إنذارًا شفهيًا أعطاه وزير خارجية ألمانيا النازية يواخيم فون ريبنتروب لوزير خارجية ليتوانيا خوزاس أوربيسيس يوم 20 مارس من عام 1939. طالب الألمان ليتوانيا أن تتنازل عن منطقة كلابيدا (تُعرف أيضًا بأرض ميمل) والتي سُلخت عن ألمانيا إبان الحرب العالمية الأولى، وإلا سيغزو الفيرماخت ليتوانيا. كان الليتوانيون يتوقعون المطلبَ بعد سنوات من تصعيد التوتر بين ليتوانيا وألمانيا والزيادة في نشر الدعاية الموالية للنازية في المنطقة والتوسع الألماني المستمر. أُصدر الإنذار بعد خمسة أيام فقط من الاحتلال النازي لتشيكوسلوفاكيا. أمنت اتفاقية كلابيدا الواقعة عام 1924 حماية الوضع الراهن في المنطقة، لكن الأطراف الأربعة الموقعين على الاتفاقية لم يعرضوا أي مساعدة مادية. اتبعت المملكة المتحدة وفرنسا سياسة استرضاء، بينما دعمت إيطاليا واليابان ألمانيا علانية، وأُجبرت ليتوانيا على قبول الإنذار يوم 22 مارس. أُثبت أن هذا كان آخر اكتساب أراضٍ لألمانيا قبل الحرب العالمية الثانية، ونتج عنه كساد كبير في اقتصاد ليتوانيا وتصعيد لتوترات ما قبل الحرب في أوروبا كاملةً.

## خِصام كلابيدا
كلابيدا (بالألمانية: ميمل)، ميناء بحري مهم في بروسيا الشرقية، سُلخت عن ألمانيا تنفيذًا للبند 28 من معاهدة فيرساي وحكمها الحلفاء تنفيذًا للبند 99. تولّت فرنسا إدارة المنطقة بينما تابعت ليتوانيا العمل على توطيد سلطتها، مدّعية أن السطلة يجب أن تكون ليتوانيّةً بحكم أن ليتوانيا تمتلك عددًا ضخمًا من المواطنين الليتوانيين (انظر جُزئية ليتوانيا) وكانت المنفذ الوحيد للبلاد على بحر البلطيق. طالبت بولندا بالمنطقة أيضًا. ومع تردد الحلفاء في اتخاذ أي قرار بدا أن المنطقة ستبقى دولة حرة بشكل مشابه لمدينة دانزيغ الحرة. أخذت ليتوانيا زمام المبادرة ونظمت ثورة كلابيدا في يناير من عام 1923. دعمت جمهورية روسيا الاتحادية الاشتراكية السوفيتية وألمانيا الحركة. تُبّعت المنطقة لليتوانيا بصفة أرض مستقلة ذاتيًا لها برلمانها الخاص (برلمان كلابيدا). كانت مساحتها نحو 2.400 كيلومتر مربع (930 ميل مربع) وكانت تعداد سكانها يقارب 140.000 نسمة.
خلال عشرينيات القرن العشرين، حافظت ليتوانيا وألمانيا على علاقة طبيعية نسبيًا يجمعهما شعور العداء للبولنديين. في يناير من عام 1928، وبعد مفاوضات طويلة وصعبة، وقعت ألمانيا وليتوانيا اتفاقية حدود، كان من شأنها احتساب كلابيدا على الجانب الليتواني. بدأت التوترات بالتصعّد في الثلاثينيات بعد أن استُبدلت جمهورية فايمار بألمانيا النازية. مرت فترة توتر استثنائية في فبراير من عام 1934 عندما اعتقلت الحكومة الليتوانية عشرات الناشطين الموالين للنازية. أعلنت ألمانيا مقاطعتها للواردات الزراعية الألمانية ردًا على هذه الاعتقالات والمحاكمات. سببت المقاطعة أزمة اقتصادية في سوفالكيجا (جنوب ليتوانيا)، حيث نظم المزارعون تظاهرات عنيفة. بعد استفتاء حالة سار، أُطلق سراح أغلب السجناء النازيين. في صحوة هذا العفو، تداعت هيبة ليتوانيا داخليًا وخارجيًا، الأمر الذي مكن ألمانيا من تقوية نفوذها في المنطقة.

## تصعيد التوتر
في ربيع عام 1938 صرح أدولف هتلر شخصيًا أن السيطرة على كلابيدا كانت واحدة من أولوياته القصوى، في المرتبة الثانية بعد السيطرة على السوديت. عندما أعطت بولندا إنذارها لليتوانيا في مارس من عام 1938، أعلنت ألمانيا جهارًا أنه في حال حدوث صدام عسكري بين بولندا وليتوانيا، سيغزو جيشها ليتوانيا للسيطرة على كلابيدا ونسبة كبيرة من غرب ليتوانيا. بعد أسبوع من قبول ليتوانيا للإنذار البولندي، طرحت ألمانيا مذكرة تحتوي على أحد عشر بندًا تطالب بحرية تصرف الناشطين الموالين لألمانيا في المنطقة وإنقاص النفوذ الليتواني هناك. صيغت بنود المذكرة بطريقة مبهمة عمدًا، من شأنها أن تسمح لألمانيا باتهام ليتوانيا بالانتهاكات. اختارت ليتوانيا تأجيل التعامل مع المشكلة، آملة أن يتحسن الوضع العالمي. وفي هذه الأثناء كانت تأمل عدم إعطاء الشعب الألماني أسبابًا للتذمر.
لم ينجح هذا التكتيك؛ كانت الدعاية الموالية للنازية والمحتجون في حالة هياج، حتى ضمن الشعب الليتواني، وكانت الحكومة المحلية عاجزة عن منعهم. ضايق النازيون المنظمات الليتوانية صراحةً. ضُغط على ليتوانيا في 1 من نوفمبر من عام 1938 لترفع القانون العرفي والرقابة على الصحافة. كسبت الأحزاب الموالية للنازية خلال انتخابات برلمان كلابيدا 87% من الأصوات (25 مقعدًا من أصل 29) في منطقة كلابيدا. أُطلق د. إرنست نيومان، المدعى عليه الرئيسي في محاكمات عام 1934 في فبراير من عام 1938 وأصبح قائدًا للحركة الكلابيدية الموالية للنازية. استقبله هتلر في ديسمبر، وأكد له أن قضية كلابيدا ستُحل بحلول مارس أو أبريل من عام 1939. طالب نيومان وبقية الناشطين النازيين بحق تقرير المصير للمنطقة وطالبوا بمفاوضات مفتوحة مع ليتوانيا حول الوضع السياسي لكلابيدا. كان مُتوقعًا أن يصوت البرلمان لعودة ألمانيا عند انعقاده يوم 25 مارس من عام 1939. بقيت القنوات الرسمية الألمانية صامتة حول القضية. وأملت ألمانيا أن ليتوانيا ستتخلى عن المنطقة العكِرة طوعيًا، وأن وقفةً شعبية يمكن لها تحريض النقاشات الحساسة حول أن ليتوانيا كانت منخرطة وقتها مع بولندا في تحالف معادٍ للشيوعية ضد الاتحاد السوفيتي.

## الإنذار
وصلت شائعات إلى الحكومة الليتوانية تقول إن لدى ألمانيا خططًا للسيطرة على كلابيدا. يوم 12 مارس مثّل وزير الخارجية أوربيسيس ليتوانيا في تتويج البابا بيوس الثاني عشر في روما. وفي طريق عودته إلى ليتوانيا توقف في برلين آملًا استيضاح الشائعات المتزايدة. يوم 20 مارس وافق ريبنتروب على مقابلة أوربيسيس، لكن دون كازيس سكيربا، الذي طُلب منه الانتظار في غرفة أخرى. استمرت المحادثة نحو 40 دقيقة. طالب ريبنتروب بعودة كلابيدا إلى ألمانيا وهدد بتحرك عسكري. نقل أوربيسيس الإنذار الشفهي إلى حكومة ليتوانيا. ولأن الإنذار لم يُثبّت كتابةً ولم يشتمل على موعد نهائي، استخف بعض المؤرخين بأهميته، ووصفوه بأنه «جملة من المطالب» أكثر منه تحذيرًا. وُضّح أن القوة ستُستخدم، وحُذرت ليتوانيا من طلب المساعدة من دول أخرى. وبينما لم يُعطَ موعد نهائي، طُلب من ليتوانيا أن تتخذ قرارًا متسرعًا وقيل لها أن أي صدام أو خسارة ألمانية ستحرض حتمًا ردًا من الجيش الألماني.
أخبرت ليتوانيا سرًا الأطراف الموقعة على اتفاقية كلابيدا عن هذه المطالب، إذ لا يمكن لليتوانيا نقل كلابيدا دون موافقة الموقعين. دعمت إيطاليا واليابان ألمانيا في المسألة، بينما أظهرت كل من المملكة المتحدة وفرنسا تعاطفًا مع ليتوانيا، لكنهما اختارتا عدم تقديم أي دعم مادي. واتبعتا سياسة شائعة في استرضاء هتلر. تعاملت المملكة المتحدة مع القضية بنفس طريقة تعاملها مع أزمة سوديت ولم تخطط لمساعدة ليتوانيا أو أي من دول البلطيق إذا ما هاجتمتها ألمانيا. ومع أن الاتحاد السوفييتي دعم ليتوانيا مبدئيًا، لم يرغب في تشويش علاقته مع  ألمانيا في تلك المرحلة، إذ كان يفكر في تحالف مع النازيين. لم يبق خيار لدى ليتوانيا إلا قبول الإنذار لعدم وجود أي دعم مادي عالمي. وَسَمت الدبلوماسية الليتوانية التنازل على أنه «شر لا بد منه» من شأنه أن يمكن ليتوانيا من الحفاظ على استقلالها وإبقاء الأمل أن هذه ليست إلا انتكاسة آنية.